# الحزب المصري الديمقراطي الاجتماعي
الحزب المصري الديمقراطي الاجتماعي هو حزب سياسي مصري تأسس في 2011. يتبنى الحزب أيديولوجية ليبرالية اجتماعية بما تعني العمل على إعادة توزيع الثروة لصالح العمل والعاملين في ظل اقتصاد السوق. تم قبول الحزب عضوًا في الاشتراكية الدولية في 29 أغسطس عام 2012.

## تاريخ
من ضمن أبرز الأعضاء المؤسسين للحزب هم محمد أبو الغار والجراح الدكتور محمد غنيم والمخرج السينمائي داوود عبد السيد والاقتصادي حازم الببلاوي والدبلوماسية ميرفت التلاوي، بالإضافة للاقتصادي زياد بهاء الدين والفقيه الدستوري محمد نور فرحات ورجل الأعمال مكرم مهنى والناشر فريد زهران والطبيب والناشط إيهاب الخراط والصحافي هاني شكر الله. فيما انسحب الناشط السياسي عمرو حمزاوي من مبادرة تأسيس الحزب في أبريل 2011 معللا ذلك بـ«غياب الجماعية والشفافية في اتخاذ القرار داخل الحزب». ويضم الحزب عدد من أعضاء المكتب التنفيذي لائتلاف شباب الثورة منهم سالي توما باسم كامل (سياسي) وزياد العليمي ومحمد عرفات.
خاض الحزب أول انتخابات تشريعية في تاريخه، انتخابات مجلس الشعب المصري 2011-2012، متحالفًا مع حزبي المصريين الأحرار والتجمع فيما عرف بتحالف الكتلة المصرية. استهدف تحالف الكتلة «الدفاع عن الدولة المدنية»، مما اعتبره متابعون انه تحالف يهدف لمجابهة الإسلاميين بالرغم من تأكييد الأحزاب المتحالفة بأن التحالف لم ينشأ لمواجهة تحالف اخر. حصد التحالف 34 مقعدًا من أصل 498 مقعد (أي 7%) كان نصيب حزب المصري الديمقراطي الاجتماعي منها هو 16 مقعد.

## قيادات الحزب
شهد الحزب المصري الديمقراطي الاجتماعي أول [9][9][9][9] سبتمبر عام 2012، وأسفرت الانتخابات عن
الدكتور محمد أبو الغار رئيس للحزب 
زياد بهاء الدين - نائب أول لرئيس الحزب
وجاءت ثاني انتخابات داخلية أبريل 2016 وأسفرت الانتخابات عن
فوز فريد زهران رئيساً للحزب
باسم كامل (سياسي بارز) - نائب أول لرئيس الحزب

### نواب رئيس الحزب 2016
- م باسم كامل - النائب الأول
- د أسامة عبد الحي - نائب رئيس الحزب للشئون الحزبية.
- د إيهاب الخراط - نائب رئيس الحزب للشئون السياسية.
- أ كريمة كمال - نائب رئيس الحزب لشئون المجتمع المدني.
- أ محمود سامي - نائب رئيس الحزب للشئون المالية والإدارية.

### المكتب السياسي
- أ / فريد زهران (رئيس)
- م/ باسم كامل (نائب أول)
- د أسامة عبد الحي - نائب رئيس الحزب للشئون الحزبية.
- د إيهاب الخراط - نائب رئيس الحزب للشئون السياسية.
- أ كريمة كمال - نائب رئيس الحزب لشئون المجتمع المدني.
- أ محمود سامي - نائب رئيس الحزب للشئون المالية والإدارية.
- أ/ محمد عرفات - الأمين العام
- د/ مواهب المويلحي
- م/ مها عبد الناصر
- أ/ هالة فودة
- م/ امير بركات
- أ/كريم الكناني
- أ/ محمد سالم
- أ/ حشمت شومان
- أ/ زياد العليمي
- م/ ياسر بدّور

## التاريخ

### الأداء الانتخابي
| انتخابات    | المقاعد | نسبة المقاعد | نتيجة الانتخابات        |
| ----------- | ------- | ------------ | ----------------------- |
| الشعب 2012  | 16      | 3.1%         | فوز حزب الحرية والعدالة |
| الشورى 2012 | 8       | 4.4%         | فوز حزب الحرية والعدالة |

1. 1 2  النتيجة تشمل جميع مقاعد تحالف الكتلة المصرية.

### الأستقالات
- بعد ساعات من إجراء أول أنتخابات داخلية في الحزب سبتمبر 2012، تقدم عدد من أعضاء الحزب، بأمانة المعادى باستقالات جماعية، بالإضافة إلى استقالة 27 آخرين، بأمانة دار السلام بجنوب القاهرة، مبررين سبب ذلك، بفشل الحزب في الالتزام بكل الوعود، التي قدمها يوم الاجتماع التأسيسى، والذي كان من مبادئه الشفافية والعلنية، بالإضافة إلى رفض الحزب الفصل بين أمانة دار السلام والبساتين.[11]
- وفي مايو 2014 قام ما يقرب من 108 أعضاء من أعضاء الحزب المصري الديمقراطي بمحافظة المنوفية، بتقديم استقالتهم للدكتور محمد أبو الغار، رئيس الحزب، مشيرين إلى أن سبب الاستقالات يعود إلى التخبط السياسي داخل الحزب وطريقة الإدارة التي تتسم بالعشوائية والتخبط.[12] ، كما تقدم أيضاً 20 عضوا بمحافظة الإسكندرية، باستقالة جماعية إلى الدكتور محمد أبو الغار رئيس الحزب. وأكد الموقعون على بيان الاستقالة أن ذلك جاء لوجود خلافات دائمة بين الأعضاء، وعدم استغلال إمكانيات الأعضاء لمصلحة الحزب، مع عدم وجود أي دعم مادى من الحزب للأفكار البناءة.[13]
- كما أعلن 31 من قيادات وأعضاء حزب المصري الديمقراطى الاجتماعى عن أنضمامهم إلى حزب المصريين الأحرار من أبرزهم الدكتور عماد جاد نائب رئيس الحزب والأستاذ أيمن أبو العلا أمين الشئون البرلمانية، حيث قام الأعضاء الجدد بتوقيع استمارات الانضمام وذلك خلال مؤتمر صحفى.[14]

## وصلات خارجية
- الحزب المصري الديمقراطى الإجتماعى
- الحزب علي الفيس بوك Facebook الحزب المصري الديمقراطي الاجتماعي  على فيسبوك.